# (5658) Clausbaader
(5658) Clausbaader est un astéroïde de la ceinture principale découvert le 17 février 1950 par l'astronome allemand Karl Wilhelm Reinmuth.

## Historique
Le lieu de découverte, par l'astronome allemand Karl Wilhelm Reinmuth, est Heidelberg (024).
Sa désignation provisoire, lors de sa découverte le 17 février 1950, était 1950 DO.